# Lotfi Benatman
Lotfi Benatman (1998) es un deportista argelino que compite en triatlón. Ganó una medalla de bronce en el Campeonato Africano de Triatlón de 2023, en la prueba de relevo mixto.

## Palmarés internacional
| Campeonato Africano | Campeonato Africano | Campeonato Africano | Campeonato Africano |
| Año                 | Lugar               | Medalla             | Prueba              |
| ------------------- | ------------------- | ------------------- | ------------------- |
| 2023                | Hurgada (Egipto)    | Medalla de bronce   | Relevo mixto        |